# Flight Log: Turbulence
Flight Log: Turbulence – drugi album studyjny południowokoreańskiej grupy Got7, wydany 27 września 2016 roku przez JYP Entertainment i dystrybuowany przez KT Music. Płytę promował główny singel „Hard Carry” (kor. 하드캐리). Sprzedał się w nakładzie 236 224 egzemplarzy w Korei Południowej (stan na październik 2017).

## Lista utworów
| CD  | CD                                    | CD                                                         | CD                                                                      | CD                                        | CD      |
| Nr  | Tytuł utworu                          | Tekst                                                      | Kompozycja                                                              | Aranżacja                                 | Długość |
| --- | ------------------------------------- | ---------------------------------------------------------- | ----------------------------------------------------------------------- | ----------------------------------------- | ------- |
| 1.  | „skyway”                              | earattack, Defsoul (JB)                                    | earattack, LISH, Defsoul (JB), The Kick Sound                           | earattack, LISH, The Kick Sound           | 3:37    |
| 2.  | „Hard Carry” (kor. 하드캐리)          | earattack, Yoogeun                                         | earattack, LISH, Yoogeum                                                | earattack, LISH                           | 3:13    |
| 3.  | „Boom x3”                             | Jackson Wang, BOYTOY, Penomeco                             | Jackson Wang, BOYTOY                                                    | BOYTOY                                    | 3:31    |
| 4.  | „Prove It”                            | Defsoul (JB)                                               | Defsoul (JB), 220, Royal Dive                                           | 220, Royal Dive                           | 2:54    |
| 5.  | „No Jam” (kor. 노잼)                  | Yugyeom, Mark, Frants, BamBam, Jackson Wang                | Yugyeom, Frants, Mark                                                   | Frants                                    | 3:34    |
| 6.  | „HEY”                                 | Kim Won, Ars (Youngjae), Oh Hyunjoo                        | Kim Won, Ars (Youngjae)                                                 | Kim Won                                   | 3:29    |
| 7.  | „Mayday”                              | Jinyoung                                                   | Jinyoung, Distract, Secret Weapon                                       | Secret Weapon                             | 3:33    |
| 8.  | „My Home”                             | earattack, Mark                                            | earattack, LISH, Mark                                                   | earattack, LISH                           | 3:27    |
| 9.  | „Who's That”                          | Jam Factory                                                | Ruwanga Samath, Oscar Doniz, Josiah Rosen, Carlos Battey, Steven Battey | Ruwanga Samath                            | 3:35    |
| 10. | „If” (kor. 만약에 Manyage)            | Primeboi, BamBam, Mark                                     | Primeboi, Cash Note                                                     | Primeboi                                  | 3:29    |
| 11. | „Sick” (kor. 아파 Apa)                | Ars (Youngjae), Mark (rap parts), Jackson Wang (rap parts) | Damon Sharpe, Carlos Battey, Gregg Pagani                               | Damon Sharpe, Carlos Battey, Gregg Pagani | 4:17    |
| 12. | „Dreamin'” (kor. 니꿈꿔 Ni Kkum Kkwo) | earattack, Defsoul (JB), BamBam                            | earattack, Defsoul (JB)                                                 | earattack                                 | 3:08    |
| 13. | „Let Me”                              | earattack, Mark, Yugyeom                                   | earattack, LISH, Mark                                                   | earattack, LISH                           | 3:21    |

## Notowania
| Lista                          | Pozycja |
| ------------------------------ | ------- |
| Gaon Weekly Album Chart        | 1       |
| Gaon Monthly Album Chart       | 2       |
| Gaon Yearly Album Chart        | 10      |
| Five Music (Tajwan)            | 2       |
| Heatseekers Albums (RMNZ)      | 6       |
| Heatseekers Albums (Billboard) | 7       |
| World Albums (Billboard)       | 1       |